# Rejon biczurski
Rejon biczurski (ros. Бичурский район; bur. Бэшуурэй аймаг) – rejon w azjatyckiej części Rosji, wchodzący w skład Republiki Buriacji. Stolicą rejonu jest Biczura. Rejon został utworzony 11 lutego 1935 roku.

## Położenie
Rejon biczurski położony jest w południowej części Republika Buriacji, przy granicy z Obwodem czytyjskim. Zajmuje powierzchnię 6.201 km². Przez rejon przepływają rzeki Chiłok i Czikoj. Najwyższy punkt (Góry Kastrjuk) położony jest na wysokości 1656 m n.p.m.

## Ludność
Rejon zamieszkany jest przez 26.897 osób (2007 r.). Struktura narodowościowa rejonu przedstawia się następująco:
- Rosjanie – 88,2%
- Buriaci – 11,0%
- pozostali – 0,8%

Średnia gęstość zaludnienia w rejonie wynosi 4,3 os./km².

## Podział administracyjny
Rejon podzielony jest na 18 wiejskich osiedli, na terenie których znajduje się 38 skupisk ludności.
| Nazwa osiedla wiejskiego                                         | Ośrodki administracyjne                 |
| ---------------------------------------------------------------- | --------------------------------------- |
| Biljutajskoje (Билютайское сельское поселение)                   | Biljutaj (Билютай)                      |
| Biczurskoje (Бичурское сельское поселение )                      | Biczura (Бичура)                        |
| Wierchniemangirtujskoje (Верхнемангиртуйское сельское поселение) | Wierchnij Mangirtuj (Верхний Мангиртуй) |
| Goczitskoje (Гочитское сельское поселение)                       | Petropawłowka (Петропавловка)           |
| Jelanskoje (Еланское сельское поселение)                         | Jelan (Елань)                           |
| Kiretskoje (Киретское сельское поселение)                        | Dunda-Kiret (Дунда-Киреть)              |
| Kirowskoje (Кировское сельское поселение)                        | Biczura (Бичура)                        |
| Małokunalejskoje (Малокуналейское сельское поселение)            | Małyj Kunalej (Малый Куналей)           |
| Nowosretenskoje (Новосретенское сельское поселение)              | Nowosretenka (Новосретенка)             |
| Okino-Kluczewskoje (Окино-Ключевское сельское поселение)         | Okino-Kluczi (Окино-Ключи)              |
| Poselskoje (Посельское сельское поселение )                      | Poselie (Поселье)                       |
| Potaninskoje (Потанинское сельское поселение)                    | Potanino (Потанино)                     |
| Srednecharłunskoje (Среднехарлунское сельское поселение)         | Srednij Charłun (Средний Харлун)        |
| Topkinskoje (Топкинское сельское поселение)                      | Topka (Топка)                           |
| Uzkoługskoje (Узколугское сельское поселение)                    | Buj (Буй)                               |
| Chonchołojskoje (Хонхолойское сельское поселение)                | Chonchołoj (Хонхолой)                   |
| Szanaginskoje (Шанагинское сельское поселение)                   | Szanaga (Шанага)                        |
| Szibertujskoje (Шибертуйское сельское поселение)                 | Szibertuj (Шибертуй)                    |